# Ordine al merito di Pietro Federico Luigi
L'ordine dinastico e del merito del duca Pietro Federico Luigi (in tedesco Haus und Verdienstorden von Herzog Peter Friedrich Ludwig) fu un ordine cavalleresco civile e militare del granducato di Oldenburg, stato membro del Sacro Romano Impero. L'ordine venne creato dal granduca Augusto I di Oldenburg il 27 novembre 1838, cadendo in disuso dopo la dissoluzione dell'impero tedesco nel 1918.

## Classi
L'ordine era suddiviso in sette classi di benemerenza:
- Cavaliere di Gran Croce con Corona (Großkreuz mit der Krone)
- Cavaliere di Gran Croce (Großkreuz)
- Gran Commendatore (Großkomtur)
- Commendatore (Komtur)
- Ufficiale (Offizier)
- Cavaliere di I Classe (Ritter 1. Klasse)
- Cavaliere di II Classe (Ritter 2. Klasse)

## Insegne
La medaglia dell'ordine consisteva in una croce patente smaltata di bianco, bordata d'oro.
La croce aveva in centro un medaglione smaltato di lu con il monogramma coronato in oro del Granduca Pietro Federico Luigi ("PFL"). Attorno al medaglione centrale si trovava un anello smaltato di rosso col motto "Ein Gott, Ein Recht, Eine Wahrheit" ("Un Dio, Una Legge, Una Verità"). Sul retro del medaglione, si trovava lo stemma del granducato di Oldenburg e quattro date, poste abbreviate su ciascun braccio della croce "17 Jan. 1775", "6 Juli 1785", "21 Mai 1829" e "27 Nov. 1838". Queste date corrispondono rispettivamente alle date di nascita, ascesa al trono e morte di Federico Luigi, oltre alla data di fondazione dell'ordine omonimo.
La stella dell'ordine consisteva in una placca a stella d'argento di otto punte con un medaglione centrale che riprendeva le decorazioni della medaglia.
Il nastro dell'ordine era blu scuro con una striscia rossa per ciascun bordo.
La gran croce con corona e la gran croce consistevano in una fascia trasversale con la stella da apporre sul petto. Il gran commendatore disponeva dell'onorificenza da appendersi al collo tramite un nastro e di una stella da petto, mentre il commendatore disponeva solo della decorazione da collo. La croce da ufficiale, aggiunta nel 1903, era una medaglia da apporsi sulla parte sinistra del petto che si differenziava dalle altre decorazioni per avere il retro bianco e non disporre della corona. I cavalieri di I e II classe avevano la medaglia da apporsi sul petto, con la differenza che quelli di II classe non avevano la corona sulla medaglia ed erano realizzate in argento anziché in oro.
Vennero anche create delle croci d'onore in oro, argento e bronzo, queste ultime inserite nel 1910 per ricompensare anche le classi più basse.
Tutti i gradi dell'ordine, eccetto le croci d'onore, potevano essere concesse "con spade" in periodo di guerra o per benemerenze belliche. Gli "allori" venivano concessi in caso di particolari benemerenze.

## Insigniti notabili
- Leopoldo II del Belgio: sovrano del Belgio
- Alexander von Falkenhausen: ufficiale tedesco della prima guerra mondiale, Cavaliere di I Classe con spade ed allori.
- Friedrich von Haack: ufficiale bavarese e generale di fanteria, ricevette la medaglia Pour le Mérite prussiana e l'ordine militare di Massimiliano Giuseppe, Cavaliere di I Classe con spade.
- Paul von Hindenburg: feldmaresciallo tedesco e poi presidente della Repubblica di Weimar, Cavaliere di Gran Croce con corona, spade e allori.
- Paul Emil von Lettow-Vorbeck: generale tedesco della prima guerra mondiale, Gran Commendatore con spade ed allori.
- Erich Ludendorff: generale tedesco della prima guerra mondiale, Cavaliere di Gran Croce con spade ed allori.
- Helmuth Karl Bernhard von Moltke: capo dello staff militare prussiano e tedesco, Cavaliere di Gran Croce con corona e spade.
- Reinhard Scheer: ammiraglio tedesco vincitore della battaglia dello Jutland, Cavaliere di Gran Croce con spade.
- Alfred von Tirpitz: grand'ammiraglio tedesco della prima guerra mondiale, Cavaliere di Gran Croce.

## Fonti
- Questo articolo comprende informazioni tradotte dalla quarta edizione di Meyers Konversations-Lexikon, un'enciclopedia tedesca attualmente in pubblico dominio, pubblicata tra il 1885 e il 1892 dal Bibliographisches Institut Leipzig und Wien.
- Robert Werlich, Orders and Decorations of all Nations (Quaker Press, 2nd edition 1974).
- Das Kapitularzeichen des Haus und Verdienst Ordens des Herzogs Peter Friedrich Ludwig, an article on the badge of the capitular knights from the website Imperial German Orders, Medals & Decorations / Kaiserlich Deutsche Orden & Ehrenzeichen